# بليك بولدن
بليك بولدن (بالإنجليزية: Blake Bolden)‏ هي لاعبة هوكي الجليد أمريكية، ولدت في 10 مارس 1991 في يوكليد في الولايات المتحدة.

## وصلات خارجية
- بليك بولدن على موقع EliteProspects.com (الإنجليزية)
- بليك بولدن على موقع HockeyDB.com (الإنجليزية)